# Trichostetha signata
Trichostetha signata är en skalbaggsart som beskrevs av Fabricius 1775. Trichostetha signata ingår i släktet Trichostetha och familjen Cetoniidae. Inga underarter finns listade i Catalogue of Life.